# Facundo Milán
Facundo Nahuel Milán Osorio (Montevideo, 3 februari 2001) is een Uruguayaans voetballer die doorgaans als aanvaller speelt. Hij stroomde in 2017 door vanuit de jeugd van Defensor.

## Carrière
Milán werd op zijn negende opgenomen in de jeugdopleiding van Defensor. Hiervoor debuteerde hij op 8 oktober 2017 in het eerste elftal, tijdens een met 1–2 gewonnen wedstrijd in de Primera División uit tegen Plaza Colonia. Milán viel die dag in de 56e minuut in voor Héctor Acuña en maakte in de 70e en 74e minuut beide doelpunten voor zijn ploeg.

## Clubstatistieken
| Seizoen     | Club        | Competitie       | Competitie | Competitie | Beker | Beker | Internationaal | Internationaal | Totaal | Totaal |
| Seizoen     | Club        | Competitie       | Wed.       | Dlp.       | Wed.  | Dlp.  | Wed.           | Dlp.           | Wed.   | Dlp.   |
| ----------- | ----------- | ---------------- | ---------- | ---------- | ----- | ----- | -------------- | -------------- | ------ | ------ |
| 2017        | Defensor    | Primera División | 6          | 3          | 0     | 0     | 0              | 0              | 6      | 3      |
| 2018        | Defensor    | Primera División | 11         | 0          | 0     | 0     | 1              | 0              | 12     | 0      |
| 2019        | Defensor    | Primera División | 6          | 1          | 0     | 0     | 3              | 0              | 9      | 1      |
| Club totaal | Club totaal | Club totaal      | 23         | 4          | 0     | 0     | 4              | 0              | 27     | 4      |

Bijgewerkt t/m 25 mei 2019

## Interlandcarrière
Milán maakte deel uit van verschillende Uruguayaanse nationale jeugdselecties.